# Natación en los Juegos Olímpicos de Pekín 2008 – 200 metros estilo libre femenino
La competición de 200 metros libre femenino en los Juegos Olímpicos de Pekín 2008 se realizó del 11 al 13 de agosto de 2008 en el Centro Acuático Nacional de Pekín.

## Récords
Antes de esta competición, el récord mundial y olímpico existentes eran los siguientes:
| Récord mundial  | Laure Manaudou  | 1:55,52 | Melbourne, Australia | 28 de marzo de 2007      |
| Récord olímpico | Heike Friedrich | 1:57,65 | Seúl, Corea del Sur  | 21 de septiembre de 1988 |

## Resultados

### Semifinales

#### Semifinal 1
| Pos. | Calle | Nombre          | País           | Tiempo  | Notas |
| ---- | ----- | --------------- | -------------- | ------- | ----- |
| 1    | 4     | Sara Isakovič   | Eslovenia      | 1:56,50 | Q     |
| 2    | 5     | Katie Hoff      | Estados Unidos | 1:57,01 | Q, AM |
| 3    | 3     | Pang Jiaying    | China          | 1:57,34 | Q     |
| 4    | 2     | Bronte Barratt  | Australia      | 1:57,55 | Q     |
| 5    | 7     | Linda Mackenzie | Australia      | 1:58,19 |       |
| 6    | 6     | Haruka Ueda     | Japón          | 1:58,44 |       |
| 7    | 1     | Joanne Jackson  | Reino Unido    | 1:58,70 |       |
| 8    | 8     | Ida Marko-Varga | Suecia         | 1:59,41 |       |

#### Semifinal 2
| Pos. | Calle | Nombre                   | País           | Tiempo  | Notas |
| ---- | ----- | ------------------------ | -------------- | ------- | ----- |
| 1    | 4     | Federica Pellegrini      | Italia         | 1:57,23 | Q     |
| 2    | 2     | Camelia Potec            | Rumania        | 1:57,71 | Q     |
| 3    | 5     | Caitlin McClatchey       | Reino Unido    | 1:57,73 | Q     |
| 4    | 7     | Ophélie-Cyrielle Étienne | Francia        | 1:58,00 | Q     |
| 5    | 6     | Allison Schmitt          | Estados Unidos | 1:58,01 |       |
| 6    | 8     | Aurore Mongel            | Francia        | 1:58,08 |       |
| 7    | 3     | Ágnes Mutina             | Hungría        | 1:58,15 |       |
| 8    | 1     | Josefin Lillhage         | Suecia         | 1:59,29 |       |

### Final
| Pos.              | Calle | Nombre                   | País           | Tiempo  | Notas  |
| ----------------- | ----- | ------------------------ | -------------- | ------- | ------ |
| Medalla de oro    | 3     | Federica Pellegrini      | Italia         | 1:54,82 | RM, RO |
| Medalla de plata  | 4     | Sara Isakovič            | Eslovenia      | 1:54,97 | RN     |
| Medalla de bronce | 6     | Pang Jiaying             | China          | 1:55,05 | AS     |
| 4                 | 5     | Katie Hoff               | Estados Unidos | 1:55,78 | AM     |
| 5                 | 7     | Camelia Potec            | Rumania        | 1:56,87 | RN     |
| 6                 | 1     | Caitlin McClatchey       | Reino Unido    | 1:57,65 |        |
| 7                 | 2     | Bronte Barratt           | Australia      | 1:57,83 |        |
| 7                 | 8     | Ophélie-Cyrielle Étienne | Francia        | 1:57,83 |        |